# 시모쓰마역
시모쓰마역(일본어: 下妻駅)은 일본 이바라키현 시모쓰마시에 위치한 간토 철도 조소 선의 철도역이다. 단선 · 섬식 2면 3선 구조의 복합 승강장을 갖춘 지상역이다.

## 타는 곳
| 1 | ■ 조소 선 | 하행 | 시모다테 방면                     |
| 2 | ■ 조소 선 | 상행 | 미쓰카이도 · 모리야 · 도리데 방면 |
| 3 | ■ 조소 선 | 임시 | 임시                              |

## 이용 현황
| 연도   | 1일 평균 승차 인원 |
| ------ | ------------------ |
| 1998년 | 701                |
| 1999년 | 658                |
| 2000년 | 670                |
| 2001년 | 619                |
| 2002년 | 550                |
| 2003년 | 536                |
| 2004년 | 579                |
| 2005년 | 617                |
| 2006년 | 654                |
| 2007년 | 773                |
| 2008년 | 829                |
| 2009년 | 775                |
| 2010년 | 769                |
| 2011년 | 752                |
| 2012년 | 831                |
| 2013년 | 827                |
| 2014년 | 864                |
| 2015년 | 830                |

## 역 주변
- 국도 제125호선
- 시모쓰마 시청
- 시모쓰마 시민 문화회관

## 인접 역
| 간토 철도 ■ 조소 선 | 간토 철도 ■ 조소 선 | 간토 철도 ■ 조소 선    |
| ------------------- | ------------------- | ---------------------- |
| 이시게 도리데 방면  | 쾌속                | 시모다테 시모다테 방면 |
| 소도 도리데 방면    | 보통                | 다이호 시모다테 방면   |